# Дарт (Ратови звезда)
У измишљеном универзуму Звезданих ратова, Дарт (Darth) је традиционална титула господара Сита, и први део новог имена које они узимају.
Насупрот раширеном веровању, реч „Дарт“ није ни холандска ни немачка реч која значи мрачан (те речи су, редом, donker и dunkel), премда је „Вејдер“ (Vader) холандска реч за „отац“. Такође, често се мисли да је „Дарт“ комбинација слова из титуле „мрачни господар Сита“ (Dark Lord of the Sith), али у канону Звезданих ратова не постоји основа за овакво тврђење. „Дарт“ је можда настао и спајањем енглеских речи dark (мрак) и death (смрт).
Овај термин се први пут појавио у оригиналном сценарију за Епизоду IV: Нова нада који није имао пуно сличности са коначном верзијом филма. У том сценарију, извесни „Дарт Вејдер“ се појављује као Империјални званичник кога ће у коначном филму преименовати у велики моф Таркин, док ће Дарт Вејдер постати име претећег зликовца у црном оклопу.

## Историја употребе титуле Дарт у универзуму Звезданих ратова
Дарт Реван је био први познати господар Сита који је користио ову титулу, премда је могуће да је њему и Дарт Малаку претходио мистериозни Дарт Андеду. За разлику од својих наследника, Реван и Малак су додали титулу испред својих сопствених имена, уместо стварања псеудонима, што је учинио Зана 3000 година касније.
Прва особа са титулом Дарт која је користила алијас уместо сопственог имена је вероватно била Дарт Треја, чији су пример пратили њени ученици Дарт Нихилус и Дарт Сион.
Чињеница да су први забележени Сити који су користили ову титулу били Дарт Реван и Дарт Малак, који су добар део своје моћи стекли захваљујући Звезданој ковачници, творевини давно пропалог царства Раката, навела је неке историчаре да сугеришу да је „Дарт“ (Darth) у ствари искварен облик ракатанске речи „Дарита“ (Daritha), што значи „цар“. Други истичу још једну повезаност са Ракатама: реч за „тријумф“ или „освајање“ у ракатанском је дар (darr), а реч за „смрт“ је та (tah), што наводи на теорију по којој „Дарт“ потиче од дар та (darr tah) и стога значи „тријумф над смрћу“ или „бесмртан“. Узевши у обзир да су Сити опседнути проналажењем начина да живе вечно, ова идеја, на први поглед, није сасвим без основа. Али, други истичу да је право значење речи дар та заправо „освајање кроз смрт“, тј. победа над сопственим непријатељима.

## Историја употребе титуле Дарт у филмовима
Пре изласка Епизоде I: Фантомска претња 1999. године, једини познати господар Сита који је носио име „Дарт“ је био Дарт Вејдер. Када су се Дарт Сидијус и Дарт Мол појавили у Фантомској претњи име је постало јасно везано за Сите и од тада се појавило у свим ерама фикције Звезданих ратова.
Године 1977, године када је изашао први филм Звезданих ратова, Епизода IV: Нова нада је изгледало да указује да је Дарт име које је јединствено за Дарт Вејдера. Наиме, Оби-Ван Кеноби каже Вејдеру:
„Не можеш победити, Дарт. Ако ме посечеш постаћу моћнији него што можеш и да замислиш.“
Изгледа да је Дарт било лично име, а да је употреба ове речи као титуле усвојено тек у првој трилогији. Међутим, могуће је да се Кеноби обраћао Вејдеру формално, или чак ругајући се (јер се пре тога Вејдер њему обратио са „старче“); не постоји ниједан други пример да се неко обраћао неком Ситу само са „Дарт“, без навођења имена иза.
Ипак, у светлу касније настале грађе, сада изгледа могуће да је Дарт Андеду био први господар Сита по имену Дарт, а да су се каснији „Дартови“ преименовали њему у част.

## Утицај на културу
Због популарности Звезданих ратова израз Дарт је ушао у популарни говор као термин за зло. Већина референци је и даље у вези са универзумом Звезданих ратова. 

## Дарт у другим земљама
У неким случајевима, реч Дарт је мењана због разноразних разлога. У Италији, на пример, име Дарт Вејдера је промењено у Дарт Фенер (Dart Fener), вероватно због синхронизације. Ово је једини случај у италијанском да реч „Darth“ губи слово 'h'; имена свих других господара Сита задржавају целокупан додатак Darth и остају непромењена. Клаудио Сорентино је предложио да се одржи интернет гласање ради одлучивања да ли да се име Дарт Фенер задржи током продукције нове трилогије; 55,6% гласача је изабрало „да“. 
У Француској реч „Дарт“ је промењена у Дарк (Dark) и то се примењује на све господаре Сита (Дарт Мол је познат као Дарк Мол итд.). У свим другим земљама реч „Дарт“ није мењана, или је извршена адекватна транслитерација, као што је случај код кинеског и јапанског.

## Господари Сита
- Дарт Андеду
- Дарт Бејн
- Дарт Бендон
- Дарт Вејдер
- Дарт Вективус
- Дарт Верлок
- Дарт Зана
- Дарт Когнус
- Дарт Крејт
- Дарт Малади
- Дарт Малак
- Дарт Миленијал
- Дарт Мол
- Дарт Нил
- Дарт Нихилус
- Дарт Плејгис
- Дарт Реван
- Дарт Риван
- Дарт Руин
- Дарт Сидијус
- Дарт Сион
- Дарт Страјф
- Дарт Тејлон
- Дарт Тиранус
- Дарт Треја